# Orienthella cooperi
Orienthella cooperi is een slakkensoort uit de familie van de Coryphellidae. De wetenschappelijke naam van de soort is voor het eerst geldig gepubliceerd in 1901 door Cockerell.